# Withius angolensis
Withius angolensis är en spindeldjursart som först beskrevs av Beier 1948.  Withius angolensis ingår i släktet Withius och familjen Withiidae. Inga underarter finns listade i Catalogue of Life.